# Postloven
Postloven (før 2011 Lov om postbefordring) er en dansk lov der regulerer det postale område i Danmark.

## Formål
Lovens formål er: At fremme etableringen af et åbent, velfungerende og konkurrencebaseret postmarked og at sikre en landsdækkende befordring af god kvalitet af adresserede forsendelser til overkommelige priser og tilpasset brugernes behov. (Postlov § 1)

## Dækningsområde
Postloven omfatter erhvervsmæssig omdeling af uadresserede- og adresserede forsendelser. Det vil sige erhvervsmæssig indsamling, erhvervsmæssig sortering eller erhvervsmæssig omdeling af adresserede forsendelser på op til 20 kg, herunder forsendelser til og fra udlandet.
Loven dækker desuden regler for opsætning af postkasser og postkasseanlæg, der typisk skal opsættes ved indgangen til parcellen. 
Postmodtagere, som er ude af stand til selv at hente post i postkasse eller postkasseanlæg, har efter afgørelse fra de pågældendes kommune krav på at få adresserede forsendelser afleveret direkte til boligen.

## Postvirksomhed
Virksomheder, der udøver erhvervsmæssig postbefordring, skal have tilladelse af transportministeren.
Postvirksomhederne skal mærke forsendelser på en sådan måde, at postvirksomhederne kan identificeres.

### Befordringspligt
Transportministeren udpeger en virksomhed som har befordringspligt til bestemte forsendeler, i praksis er det Post Danmark, der har befordringspligt.
Den befordringspligtige postvirksomhed skal tilbyde brugerne et landsdækkende net af postkasser og postbetjeningssteder til indsamling og udlevering af postforsendelser.
Følgende posttjenester er omfattet af befordringspligt:
1) Adresserede breve på op til 2 kg. (man. - lør.)
2) Adresserede dag-, uge- og månedsblade og lign. , tidsskrifter samt adresserede forsendelser med et ensartet, trykt indhold, f.eks. kataloger og brochurer, på op til 2 kg. (man. - lør.)
3) Adresserede pakker på op til 20 kg, herunder en pakketjeneste henholdsvis med og uden omdeling. (man. - fre.)
4) Befordring af rekommanderede forsendelser og værdiforsendelser. (man. - lør.)
5) Befordring i indlandet af forsendelser fra udlandet og befordring af forsendelser til udlandet og til Færøerne og Grønland. (man. - lør.)
6) Gratis befordring af blindeforsendelser på op til 7 kg. (man. - lør.)